# Göran Sarring
Göran Sarring, född 6 april 1945 i Mora, är en svensk regissör. 

## Biografi
Sarring började sin karriär som regiassistent åt storheter som Ingmar Bergman och Alf Sjöberg. Efter några år i Stockholm kom han 1973 som frilansande regissör till Östgötateatern där han blev fast anställd 1975.
Han har regisserat mycket barn- och ungdomsteater bland annat på Lilla Teatern i Norrköping. Han har även regisserat amatörteater och fria grupper. Han är medlem i den något udda musikgruppen Cittronilerna som bl.a. medverkat i Allsång på Skansen i SVT.
Under några år var han marknadschef på Östgötateatern, han pensionerades 2006 och är efter det åter frilans. Sommaren 2007 startade han Norsholms komediteater som invigdes med Ludvig Holbergs pjäs Maskerad. Sommaren 2008 spelades Pernilles korta frökenstånd, även den skriven av Ludvig Holberg. Teatern fortsatte med Holberg, sommaren 2009 spelades Fransosen Hans Frandsen (Jean de France) och sommaren 2010 var det dags för Den jäktade av samme Ludvig Holberg.

## Teater

### Roller (ej komplett)
| År   | Roll        | Produktion                                       | Regi        | Teater   |
| ---- | ----------- | ------------------------------------------------ | ----------- | -------- |
| 1965 | Medverkande | Yvonne, prinsessa av Bourgogne Witold Gombrowicz | Alf Sjöberg | Dramaten |

### Regi (ej komplett)
| År   | Produktion                                                                   | Upphovsmän                                                                                           | Teater                           |
| ---- | ---------------------------------------------------------------------------- | --- | -------------------------------- |
| 1973 | Tjejen i aspen                                                               | Staffan Göthe                                                                                        | Norrköping-Linköping stadsteater |
| 1974 | Den girige L'Avare ou l'École du mensonge                                    | Molière Översättning Allan Bergstrand                                                                | Norrköping-Linköping stadsteater |
| 1974 | Bellman, Blomman, Baby och Bruden                                            | Gösta Bredefeldt, Lars Hansson, Lise-Lotte Nilsson, Suzanne Osten, Lena Söderblom och Gunnar Edander | Norrköping-Linköping stadsteater |
| 1975 | Föräldrarna                                                                  | Lilla Klaragruppen och Gunnar Edander                                                                | Norrköping-Linköping stadsteater |
| 1975 | Skälmen från Bokhara Повесть о Ходже Насреддине, Povest o Khodzhe Nasreddine | Leonid Solovjev Dramatisering Olle Pettersson och Sven Wernström                                     | Norrköping-Linköping stadsteater |
| 1975 | Glasblåsarns barn                                                            | Maria Gripe                                                                                          | Norrköping-Linköping stadsteater |
| 1976 | Gabrielle                                                                    | Ninne Olsson                                                                                         | Norrköping-Linköping stadsteater |
| 1976 | Igenpluggad                                                                  | Anneli Edström och Janne Lindstedt                                                                   | Norrköping-Linköping stadsteater |
| 1977 | Don Quijotes äventyr                                                         | Evert Lundström                                                                                      | Norrköping-Linköping stadsteater |